# Maassluis

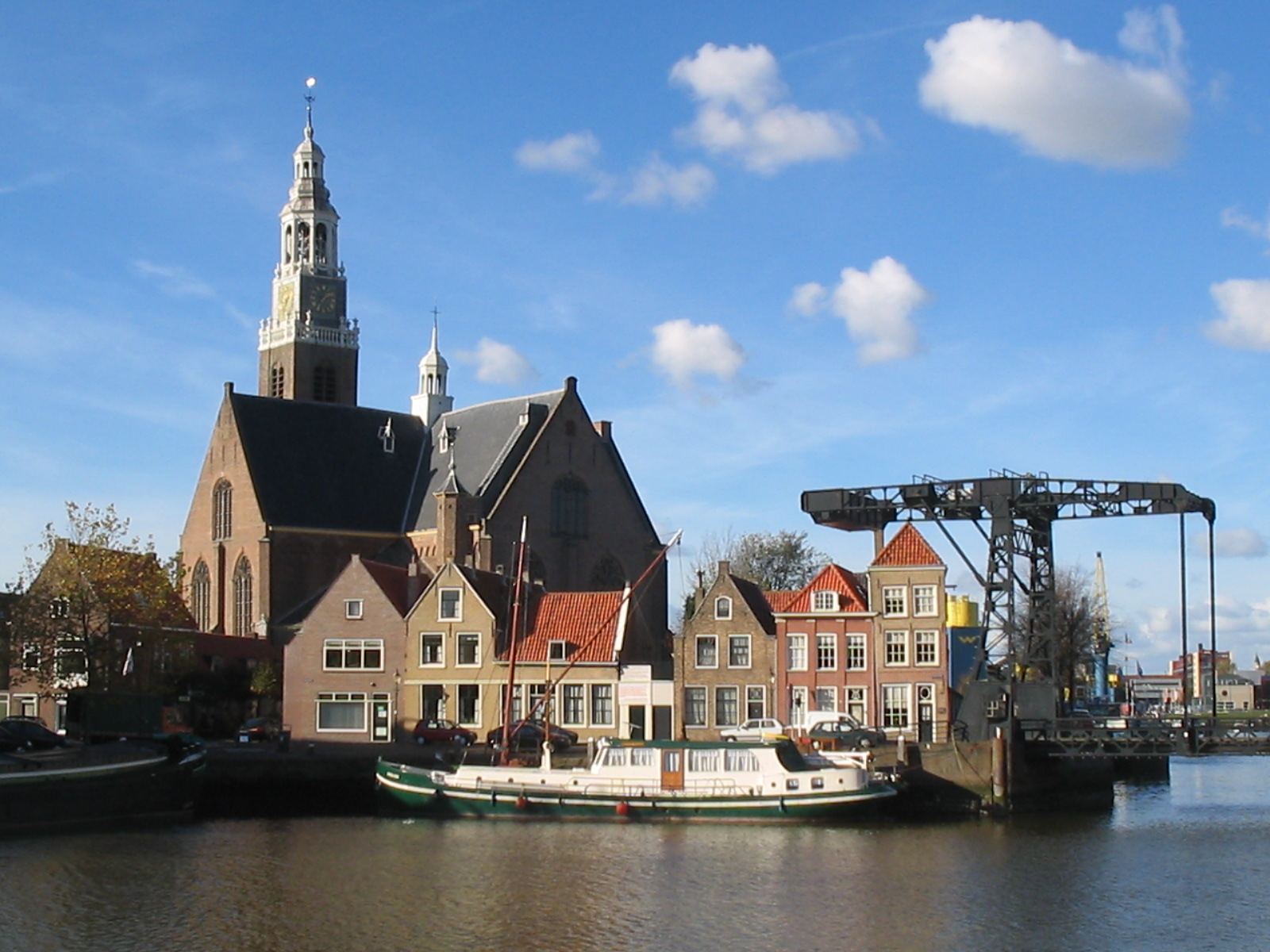
Stadsvy

Maassluis är en kommun i provinsen Zuid-Holland i Nederländerna. Kommunens totala area är 10,11 km² (där 1,51 km² är vatten) och invånarantalet är på 32 847 invånare (2004).